# NGC 6148
NGC 6148 é uma galáxia espiral (S) localizada na direcção da constelação de Hercules. Possui uma declinação de +24° 05' 34" e uma ascensão recta de 16 horas, 27 minutos e 04,0 segundos.
A galáxia NGC 6148 foi descoberta em 10 de Junho de 1864 por Albert Marth.